# Haga (stadsdelsområde)
Haga är ett stadsdelsområde i Sundsvalls tätortsregion i Sundsvalls kommun som omfattar stadsdelarna Haga och Norrliden. I området ingår även Länssjukhuset Sundsvall-Härnösand